# Wilferdingen
Wilferdingen ist der größte Ortsteil der Gemeinde Remchingen im Enzkreis in Baden-Württemberg.

## Geschichte
Früher wurde Wilferdingen von Römern bewohnt. Am Niemandsberg in Wilferdingen konnte ein altes Römerhaus ausgegraben werden. Wilferdingen war bis in das Jahr 1973 eine eigenständige Gemeinde. Am 1. Januar 1973 schloss sich Wilferdingen gemeinsam mit Singen zur Gemeinde Remchingen zusammen.

## Lage
Wilferdingen liegt im Mittelpunkt Remchingens. Es ist zentral und wird von Singen und Darmsbach abgegrenzt. Darmsbach grenzt den Ortsteil an der südwestlichen Spitze ab. Die nördliche Grenze von Wilferdingen läuft an der Grenze von Singen zusammen. Durch Wilferdingen verläuft der Fluss Pfinz, welcher ein Nebenfluss des Rheins ist.

## Verkehr
Durch Wilferdingen läuft die Bundesstraße 10, welche weiter nach Karlsruhe und Pforzheim führt. Außerdem gibt es Bushaltestellen in Wilferdingen. An der Grenze zwischen Wilferdingen und Singen verläuft die Bahnstrecke Karlsruhe-Mühlacker. So gibt es den Bahnhof Wilferdingen-Singen in Wilferdingen. Der Bahnhof verbindet mithilfe einer Unterführung auch Wilferdingen und Singen. Vom Bahnhof kann man unter anderem nach Karlsruhe, Pforzheim und Stuttgart gelangen. Hier halten Stadtbahnen und der Regional-Express der Linie RE 1. Weiter kann man in Wilferdingen einen kleinen Flugplatz vorfinden.

## Sport
In Wilferdingen gibt es mehrere sportliche Anlagen. So gibt es mehrere Sportgelände, Sporthallen und Leichtathletik-Plätze. Wilferdingen hat unter anderem einen Fußballverein, einen Leichtathletikverein und viele weitere. Es gibt in Wilferdingen ein breit gefächertes Angebot an Sportangeboten von Hockey bis Boule.

## Infrastruktur
In Wilferdingen gibt es die zentrale Infrastruktur Remchingens. So findet man die neue Remchinger Stadtmitte dort vor. In der Stadtmitte gibt es die Kulturangebote wie die Kulturhalle Remchingen, das Rathaus Remchingen, eine Brauerei und vieles mehr. Weiter kann man die Einkaufsstraße in Remchingen dort vorfinden. Entlang der B10 gibt es dort viele Läden. Es gibt auch noch viele Supermärkte, einen Baumarkt, Tankstellen und auch eine Grund- und Realschule. So ist Wilferdingen der Remchinger Ortsteil, der die beste Infrastruktur vorweisen kann. Es gibt in Wilferdingen auch einige Gewerbegebiete, eine Polizeiwache, eine Feuerwache und einen stationierten Krankenwagen. Es gibt viele Restaurants und Schnellimbisse sowie viele Einzelhandelsläden und Fachgeschäfte.

### Museen
In Wilferdingen gibt es zwei Museen. Das Römermuseum Remchingen ist ein Museum in Wilferdingen. Dort wird ein altes Römerhaus zusammen mit weiteren Exponaten ausgestellt. Außerdem gibt es auf der Wilferdinger Seite der Bahngleise am „Alten Stellwerk“ ein Telefonzellenmuseum, welches Telefone und Telefonzellen ausstellt.